# Caprimulgus madagascariensis
Noitibó-malgaxe ou noitibó-de-madagáscar (Caprimulgus madagascariensis) é uma espécie de ave da família Caprimulgidae.
Pode ser encontrada nos seguintes países: Comores, Madagáscar, Mayotte e Seychelles.
Os seus habitats naturais são: florestas subtropicais ou tropicais húmidas de baixa altitude e regiões subtropicais ou tropicais húmidas de alta altitude.